# 共感格差
共感格差（きょうかんかくさ）とは、社会からある対象に向けられる同情や共感に格差が生じていることをあらわす語句である。例えば、同じマイノリティであっても、集まる共感や同情に大きな違いが見られることが挙げられる。

## 概要
2021年7月に行われた磯野真穂と與那覇潤の対談で述べられた概念である。與那覇はコロナウイルスの拡大期に、医療関係者は現場の大変さをSNSで呟くと賞賛を受ける一方で、飲食店はSNS上でバッシングを受けていたことから、「社会にとって不可欠のはずでも「誰にでもできる」「大した仕事じゃない」とレッテルを貼られてきた職種の人は、排除されてしまう。それこそ「つらい」と言うことさえもためらわれる状況は、明らかにいびつですよね」と、共感の格差に違和感を訴えていた。
また、大藤ヨシヲはアメリカでドナルド・トランプが台頭した原因の一つとしてこの共感格差を持ち出している。

## 指向性を持つ共感
永井陽右は朝日新聞に寄せたコラムで、人々は無意識のうちに対象に共感を与えるだけの正当性があるかどうかを判断しており、自分にとって共感するだけの正当性が無い人間には共感が集まりにくいと述べている。
例えば、永井が同コラム内で挙げている「ギャンブルに失敗して全てを無くし、金も食料も底をついて道端に力なく座り込む、今にも餓死しそうな60歳の黒人男性」と、「内戦に追われて難民となり、独りぼっちで食べるものが無く服もボロボロで今にも餓死してしまいそうな10歳の白人の女の子」はどちらも人間として抱いている苦痛はまったく同じであるが、永井が述べるには、後者のほうに同情が集まりやすく、さらに自分と政治的に敵対するコミュニティーに属している人となれば、「いい気味だ」とすら思うかもしれず、結局のところ共感は「どこまでも個々人が持つバイアスに振り回されることになり、結果として共感はスポットライト的性質とある種の指向性を持つ」という。
永井はそれを踏まえ、「だからこそ、共感できない・共感されにくい人をなおざりにしないために、共感に代わるものが必要となる。私はそれこそが「権利」だと思うのだ。共感できる・できないに一切の関係なく、全ての人には人権があり、無条件に尊重されなければならない。その射程は、共感の及ぶ範囲をはるかに越え、全ての人が含まれるべきだ。」と結論づけている。